# Уайтхед, Джон Генри Константайн
Джон Ге́нри Ко́нстантайн Уа́йтхед (англ. John Henry Constantine Whitehead; 11 ноября 1904, Мадрас — 8 мая 1960, Принстон) — английский математик, один из основных разработчиков теории гомотопий.

## Биография
Родился в семье англиканского епископа Мадраса Генри Уайтхеда, брата известного философа и логика Альфреда Норта Уайтхеда. Обучался в Оксфорде: вначале в Итонском колледже, затем в Баллиол-колледже Оксфордского университета. После года работы биржевым брокером он начал работать в американском Принстонском университете над диссертацией «Представление проективных пространств» под руководством Освальда Веблена, которую защитил в 1930 году. Другим его учителем был Соломон Лефшец.
С 1933 года — преподаватель Баллиол-колледжа, в 1947—1960 годах — профессор Колледжа Магдалины Оксфордского университета. Президент Лондонского математического общества с 1953 до 1955 года.

## Научные исследования
Основные работы Уайтхеда лежат в области алгебраической топологии, прежде всего, в области теории гомотопий. Основной результат — теория клеточных разбиений, благодаря которым вычисление гомологических групп стало значительно более простым, нежели при использовании симплициальных гомологий, а вычисление гомотопических групп, раньше бывшее почти неразрешимой задачей, стало во многих случаях возможным. Его определение кручения, связанного с гомотопической эквивалентностью конечных клеточных разбиений, повлияло на формирование алгебраической K-теории (функтор K1(R)). Представляют важность также работы по дифференциальной топологии о связи триангуляции и ассоциированной гладкой структуры. Во время войны Уайтхед работал в области исследования операций для подводного флота. Большое практическое значение имела его работа в области криптографии по расшифровке немецких шифров.